# Lorenzo D'Anna
Lorenzo D'Anna (né le 29 janvier 1972 à Oggiono en Lombardie) est un joueur de football italien, qui évoluait au poste de défenseur, avant d'ensuite devenir entraîneur.

## Biographie

### Joueur
Après ses premières expériences avec Côme et Pro Sesto (en prêt) en Serie C1, il est acheté par la Fiorentina en novembre 1992. Il fait ses débuts en Serie A le 10 janvier 1993 lors d'un Udinese - Fiorentina (4-0). À la fin de cette saison, il totalise 5 matchs avec la viola, qui termine finalement rétrogradée en Serie B. Lors de la saison suivante, il ne parvient toujours pas à s'imposer auprès de l'équipe florentine qui remonte en Serie A dès sa première saison après la descente l'année précédente (il joue à nouveau 5 matchs lors de la saison 1993-94).
En 1994, il rejoint le club du Chievo Vérone, neo-promu en Serie B. Il s'impose rapidement chez les Mussi Volanti, et en devient capitaine. Il reste treize saisons au club, parvenant même à se qualifier pour les tours préliminaires de la C1 2006-07. Avec le maillot gialloblu, il dispute en tout disputé 354 matchs officiels pour 17 buts (en Serie A et Serie B), restant à ce jour le joueur le plus capé de l'histoire du club.
En août 2007, à la suite d'une énième descente en Serie B, il quitte le Chievo pour rejoindre Piacenza avec à la clé un contrat d'un an. En janvier 2008, après 15 matchs disputés, il rompt son contrat avec l'équipe piacentina, et signe enfin avec le club de Trévise, pour une ultime demi-saison avant la fin de sa carrière.

### Dirigeant
Une fois sa carrière de joueur terminée, il entre dans le staff technique du Chievo, en tant qu'assistant du directeur sportif Giovanni Sartori.

### Entraîneur
Le 9 octobre 2012, il devient le nouvel entraîneur de la Primevera (équipe espoirs) de son ancien club, le Chievo Vérone, prenant le relais à Paolo Nicolato, devenu vice-entraîneur de l'équipe une auprès d'Eugenio Corini.
Le 9 juillet 2013, Lorenzo devient le nouvel entraîneur du Fußball Club Südtirol-Alto Adige, équipe de Lega Pro Prima Divisione, avant d'être remercié le mois d'octobre suivant.

## Palmarès
Fiorentina
- Serie B (1) :
  - Champion : 1993-94.